# 岩手県道177号有芸田老線
岩手県道177号有芸田老線（いわてけんどう177ごう うげいたろうせん）は、岩手県下閉伊郡岩泉町と宮古市を結ぶ一般県道である。

## 概要
岩泉町有芸地区と宮古市田老地区を結ぶ一般県道。沿道は殆どが山林で占められている。
田老側には岩手県立宮古北高等学校や三陸鉄道リアス線 田老駅がある。過去に大津波の被害を受けた経験から田老地区には防潮堤が築かれ、田老駅も高架駅となっている。

### 路線データ
- 起点：下閉伊郡岩泉町上有芸字皆ノ川（岩手県道40号宮古岩泉線交点）
- 終点：宮古市田老小林（国道45号交点）

## 地理

### 通過する自治体
- 下閉伊郡岩泉町
- 宮古市

### 交差する道路
- 岩手県道40号宮古岩泉線（起点）
- 田老南IC - 三陸沿岸道路（宮古市田老小林）
- 国道45号（終点）

### 沿線の施設など
- 岩手県立宮古北高等学校
- 三陸鉄道リアス線 田老駅